# Équipe cycliste Molteni
Molteni est une équipe italienne puis belge de cyclisme qui a été en exercice de 1958 jusqu'à fin 1976. Elle doit sa renommée à Eddy Merckx. L'équipe était sponsorisée par Molteni, une entreprise italienne de fabrication de charcuterie. Le maillot « mythique » était de couleur Havane. Il en existe encore de nos jours en collector.

## Évolution du nom de l'équipe
Le nom de l'équipe n'a jamais changé durant ses 18 ans d'existence.
Toutefois cette équipe a été italienne 1958 à 1970 puis belge de 1971 à 1976.

## Sponsor
Molteni est un fabricant italien de charcuteries, basée à Arcore et également un fabricant de cycles.

## Histoire de l'équipe
La famille Molteni maintient son engagement dans le cyclisme, avec le parrainage de l'équipe Salmilano. Molteni s'est associé dans les années 1960-1970 avec des co-sponsors : Molteni Campagnolo ou Molteni Arcore sont parmi les plus connus.

## Principales victoires
Molteni compte 663 victoires surtout dans les années 1970 grâce à Eddy Merckx. Les autres coureurs célèbres sont Gianni Motta (48 victoires) et Marino Basso (34 succès).

### Championnats internationaux
- Championnats du monde : 1966 (Rudi Altig), 1971 et 1974 (Merckx).

### Classiques

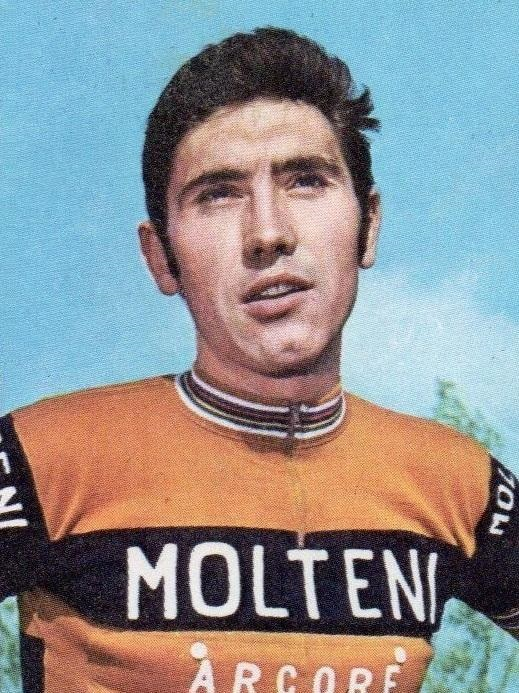
Eddy Merckx chez Molteni (1971-1976).

En gras les victoires sur les cinq classiques « Monuments ».
- Tour de Lombardie : 1964 (Gianni Motta), 1971 et 1972 (Eddy Merckx)
- Flèche wallonne : 1966 (Michele Dancelli) et 1972 (Eddy Merckx)
- Liège-Bastogne-Liège : 1971, 1972, 1973, 1975 (Eddy Merckx) et 1976 (Joseph Bruyère)
- Milan-San Remo : 1970 (Michele Dancelli) 1971, 1972, 1975 et 1976 (Eddy Merckx)
- Circuit Het Volk : 1971, 1973, 1974, 1975
- Grand Prix de Francfort : 1971
- Grand Prix des Nations : 1972, 1973
- Grand Prix E3 : 1973
- Amstel Gold Race : 1973, 1975 (Eddy Merckx)
- Gand-Wevelgem : 1973
- Paris-Bruxelles : 1973
- Paris-Roubaix  : 1973 (Eddy Merckx)
- Tour des Flandres : 1975 (Eddy Merckx)

### Courses par étapes
- Tour de Romandie : 1966
- Tour de Suisse : 1967, 1974
- Tour de Luxembourg :1968, 1969, 1970
- Paris-Luxembourg : 1968
- Critérium du Dauphiné Libéré : 1971
- Tour de Belgique : 1971, 1972

### Grands tours
| - Tour de France : - 8 participations (1965, 1966, 1969, 1970, 1971, 1972, 1974, 1975) - 37 victoires d'étapes : - 2 en 1965 : Adriano Durante, Giuseppe Fezzardi - 4 en 1966 : Rudi Altig (3), Tommaso De Pra - 2 en 1969 : Marino Basso, Michele Dancelli - 3 en 1970 : Marino Basso (3) - 6 en 1971 : Merckx (4), Wagtmans, Van Springel - 8 en 1972 : Merckx (6), Huysmans, Bruyère - 9 en 1974 : Eddy Merckx (8), Jozef Spruyt - 3 en 1975 : Eddy Merckx (2), Karel Rottiers - 3 victoires finales : - 1971 : Eddy Merckx - 1972 : Eddy Merckx - 1974 : Eddy Merckx - 4 classements annexes : - Classement par points (2) : - 1971 : Eddy Merckx - 1972 : Eddy Merckx - Prix de la combativité (2) : - 1974 : Eddy Merckx - 1975 : Eddy Merckx | - Tour d'Italie - 18 participations (1958, 1959, 1960, 1961, 1962, 1963, 1964, 1965, 1966, 1967, 1968, 1969, 1970, 1971, 1972, 1973, 1974, 1976) - 56 victoires d'étapes : - 1 en 1959 : Rolf Graf - 2 en 1961 : Pietro Chiodini, Adriano Zamboni - 1 en 1962 : Armando Pellegrini - 3 en 1963 : Guido Carlesi (2), Pierino Baffi - 2 en 1964 : Michele Dancelli, Gianni Motta - 3 en 1965 : Michele Dancelli (2), René Binggeli - 6 en 1966 : Altig (2), Motta (2), Dancelli, Scandelli - 2 en 1967 : Rudi Altig (2) - 3 en 1968 : Motta, Tosello, Basso - 7 en 1969 : Basso (4), Polidori, Boifava, Dancelli - 6 en 1970 : Michele Dancelli (4), Marino Basso (2) - 6 en 1971 : Basso (3), Tosello, Tumellero, Santambrogio - 5 en 1972 : Eddy Merckx (4), Roger Swerts - 7 en 1973 : Eddy Merckx (6), Roger Swerts - 2 en 1974 : Eddy Merckx (2) - 1 en 1976 : Joseph Bruyère - 4 victoires finales : - 1966 : Gianni Motta - 1972 : Eddy Merckx - 1973 : Eddy Merckx - 1974 : Eddy Merckx - 4 classements annexes : - Classement par points (3) : - 1966 : Gianni Motta - 1971 : Marino Basso - 1973 : Eddy Merckx - Grand Prix de la montagne (1) : - 1970 : Martin Van Den Bossche | - Tour d'Espagne - 1 participation (1973) - 8 victoires d'étapes : Merckx (6), Deschoenmaecker, Swerts - 1 victoire finale : - 1973 : Eddy Merckx - 2 classements annexes : - Classement par points : Eddy Merckx - Classement du combiné : Eddy Merckx |

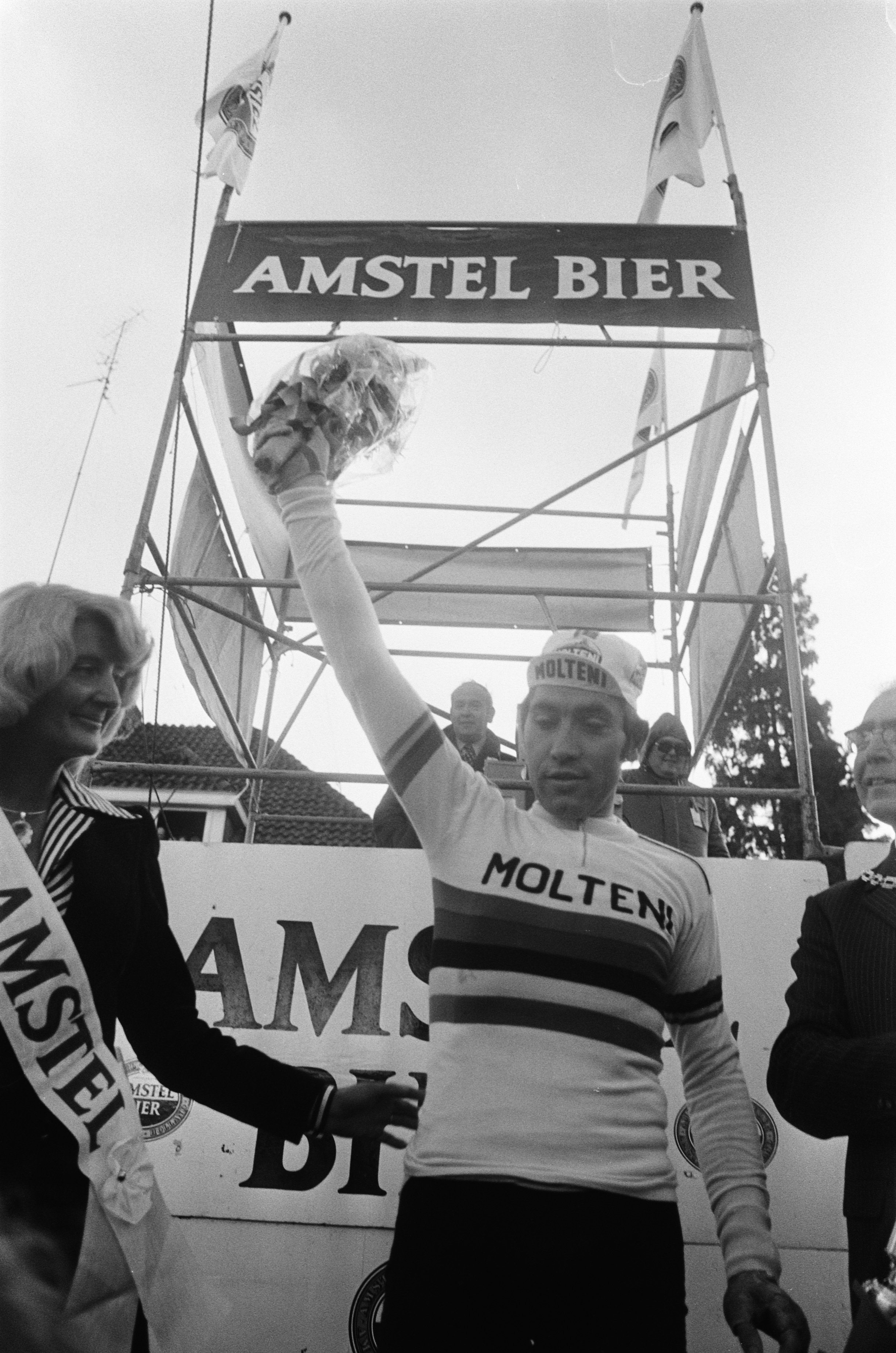
Merckx après sa victoire lors de l'Amstel Gold Race 1975

### Championnats nationaux
- Championnats de Belgique sur route (1)  :
  - Course en ligne : 1971 (Herman Van Springel)
- Championnats d'Italie sur route (4) :
  - Course en ligne : 1964 (Guido De Rosso), 1965, 1966 (Michele Dancelli) et 1967 (Franco Balmamion)
- Championnats du Luxembourg sur route (3)  :
  - Course en ligne : 1968, 1969 et 1970 (Edy Schütz)

## Principaux coureurs

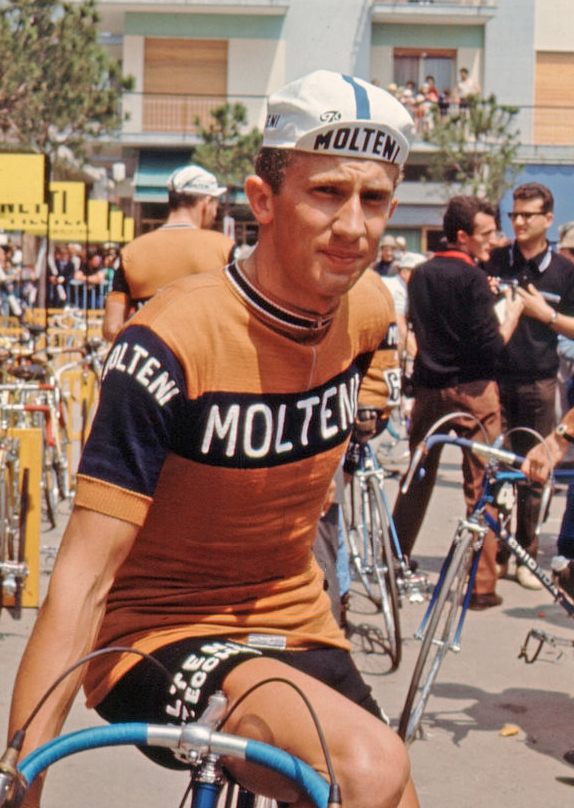
Gianni Motta sur le Tour d'Italie 1966.

| - Marino Basso - Michele Dancelli - Gianni Motta - Joseph Bruyère - Ludo Delcroix - Jos Deschoenmaecker - Jos Huysmans - Willy In 't Ven - Edward Janssens - Marc Lievens - Eddy Merckx | - Frans Mintjens - Gianni Motta - Karel Rottiers - Jozef Spruyt - Julien Stevens - Roger Swerts - Martin Van Den Bossche - Victor Van Schil - Herman Van Springel - Marinus Wagtmans |